# Стрелкова, Мария Павловна
Мари́я Па́вловна Стрелко́ва (4 августа 1908 — 6 ноября 1962) — советская актриса и педагог. Известна своими ролями в фильмах «Весёлые ребята», «Дети капитана Гранта». Заслуженная артистка Украинской ССР (1946).

## Биография
Родилась в 1908 году в крестьянской семье в Сибири. В 1929 году окончила актёрское отделение ЦЕТЕТИСа. В кино с 1929 года — главная роль в фильме «Чины и люди» по рассказу Чехова «Анна на шее».
 Была замужем за писателем А. Н. Тихоновым (Серебровым).
Встреча с актёром Михаилом Романовым на съёмках «Детей капитана Гранта» в 1936 году всё изменила. Совершила переезд из Москвы в Киев, поступила в Киевский театр русской драмы им. Леси Украинки, ведущей актрисой которого оставалась с 1937 по 1952 год. В 1948 году родила дочь — Марию Романову. Развившаяся вскоре болезнь вынудила преждевременно покинуть сцену. 
Похоронена на Байковом кладбище в Киеве.

## Театральные роли
- «Таланты и поклонники» А. Островского — Негина
- «Каменный властелин» Л. Украинки — донна Анна
- «Пигмалион» Б. Шоу — Элиза Дулитл
- «Хождение по мукам» по А. Толстому — Катя
- «Горе от ума» А. Грибоедова — Софья
- «Обрыв» по И. Гончарову — Вера

## Фильмография
- 1929 — Чины и люди — Анна
- 1930 — Праздник святого Иоргена — Олеандра
- 1934 — Весёлые ребята — Елена
- 1936 — Дети капитана Гранта — Елена Гленарван
- 1937 — Соловей — панна Ядвига